# Arlövs kyrka
Arlövs kyrka är en kyrkobyggnad i  Arlöv, 7 kilometer norr om Malmö. Den är församlingskyrka i Burlövs församling i Lunds stift.

## Kyrkobyggnaden
Arlövs kyrka är en nygotisk korskyrka med torn i väster och tresidigt kor i öster. Den är uppförd i gult maskinslaget tegel och har lister, portaler och fönsteromfattningar i Övedsklostersandsten. Yttertaket är täckt med skiffer som lagts i mönster.
Kyrkan är enskeppig med dekorerade valvbågar. I koret finns fönster med glasmålningar, i norra korsarmen står kyrkorgeln. Predikstolen har ljudtak och är placerad på evangeliesidan.

## Historik
Kyrkan uppfördes 1900 efter ritningar av arkitekten Alfred Arwidius, Malmö, som ersättning för Burlövs gamla kyrka. Den invigdes på palmsöndagen den 8 april 1900 av biskop Gottfrid Billing. Samtidigt övergavs Burlövs gamla kyrka.
Under 1960-talet gjordes en genomgripande restaurering. Då tillkom också de stora glasmålningarna i korpartiet, skapade av den danske konstnären Mogens Jörgensen.

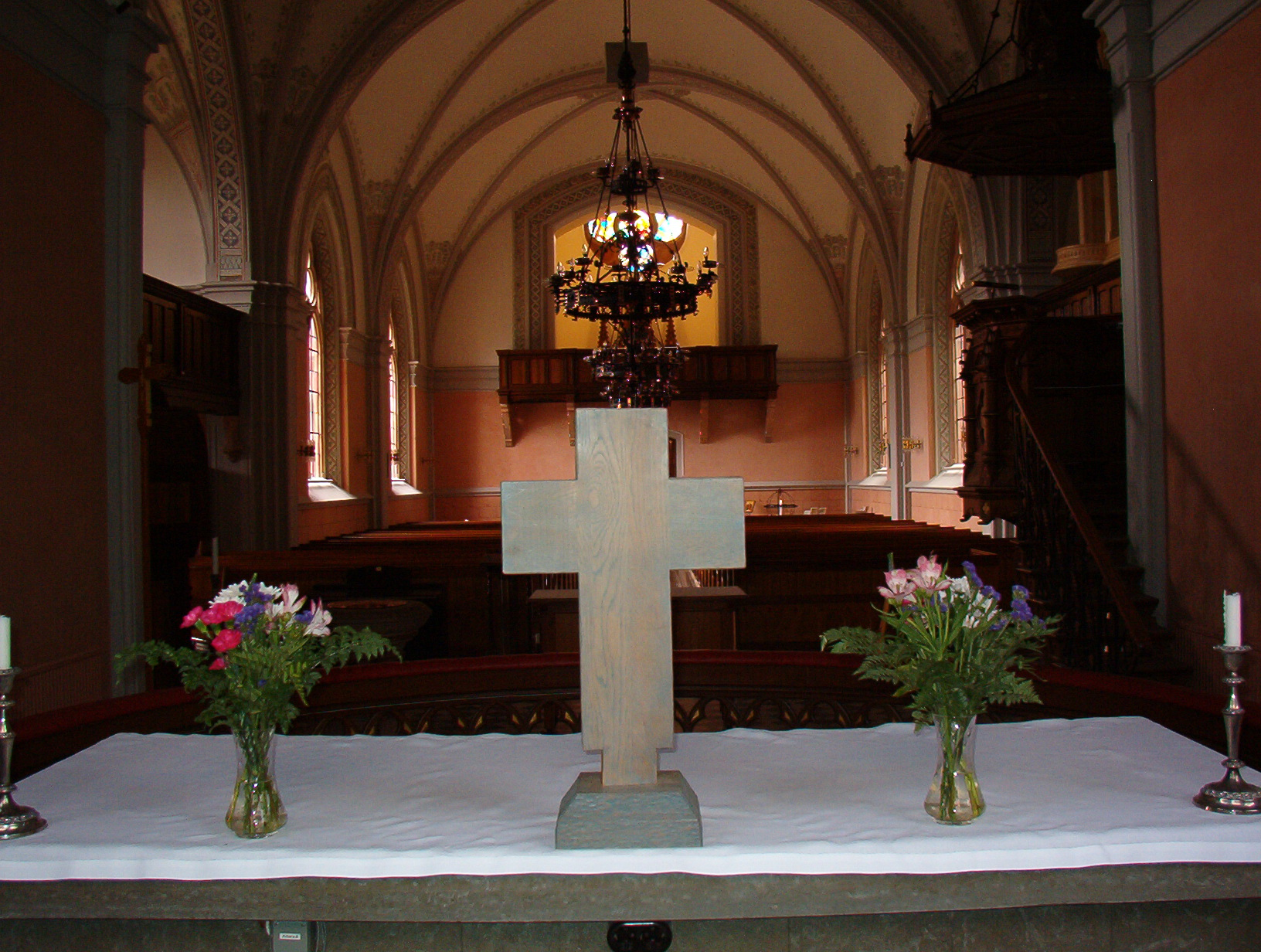
Långhuset sett mot väster från altaret

Under 1990-talet uppmärksammades fukt- och rötangrepp, vilket fordrade omfattande åtgärder på tak och yttermurar. 1999 vidtog en omfattande renovering och restaurering av interiören. Utvändigt har tegelfogarna setts över. Palmsöndagen den 16 april 2000 var allt klart och biskop Christina Odenberg återinvigde kyrkan.
2005 uppförde orgelbyggarefirman Åkerman & Lund (bild) en ny piporgel i norra korsarmen.

## Inventarier
- Dopfunten av sandsten gjord till kyrkans invigning 1900.
- Glasmålningar från 1960-talet av den danske konstnären Mogens Jørgensen.

## Orglar
- 1901: Firma E A Setterquist & Son, Örebro, bygger en 17-stämmig piporgel.

### Zachariasens orgel
- 1967: Dansken Jens Zachariassen, Danmark bygger en ny orgel på kyrkans västläktare med mekanisk traktur och elektrisk registratur.

Disposition:
| Huvudverk I    | Svällverk II                       | Pedal           | Koppel             |
| Kvintadena 16’ | Gedackt 8’                         | Subbas 16’      | I/P                |
| Principal 8’   | Principal 4’                       | Oktava 8’       | II/P               |
| Rörflöjt 8’    | Koppelflöjt 4’                     | Gedackt 8’      | II/I               |
| Oktava 4’      | Gemshorn 2’                        | Pommer 4’       |                    |
| Spetsflöjt 4’  | Larigot 1 1/3’                     | Fagott 16’      |                    |
| Kvinta 2 2/3’  | Sifflöjt 1’                        | Trumpetregal 4’ |                    |
| Oktava 2’      | Sesquialtera II f. 2 2/3’ + 1 3/5’ |                 |                    |
| Täckflöjt 2’   | Scharf II f.                       |                 |                    |
| Mixtur IV f.   | Regal 8’                           |                 |                    |
| Trumpet 8’     | Tremulant                          |                 | Fria kombinationer |
|                | Crescendosvällare                  |                 |                    |

- 1996: Orgeln är sliten och i dåligt skick och tas ur bruk.

### Åkerman & Lunds orgel
- 2000 önskade Arlövs församling köpa en i Motala magasinerad Setterquistorgel och Motala församling fick Riksantikvarieämbetets tillstånd att sälja instrumentet till Arlövs kyrka. Vid en inventering upptäcktes att ett stort antal pipor saknades. Året efter hittade en orgelkonsult Setterquistpipor med ingraverat tillverkningsår 1906, det år motalaorgeln byggdes, i den renoverade orgeln i Ringamåla kyrka i Blekinge. Vid en senare inspektion hade alla årtal filats bort utom ett. Efter en mycket lång utredning åtalades en företrädare för Kaliff & Löthman.[1] Den åtalade, som vid tidpunkten för åtalet hade lämnat företaget för att starta egen rörelse, dömdes för grov förskingring till villkorlig dom och dagsböter. Mannen överklagade domen till Göta Hovrätt.[2] Hovrätten fastställde 21 mars 2007 tingsrättens dom och piporna blev kvar i kyrkorgeln i Ringamåla.[3][4]
- 2004: Eftersom problemen med den magasinerade orgeln ännu inte är lösta, drar man sig ur den planerade affären och startar bygget på egen hand.
- 2004–05: Firma Åkerman & Lund, Knivsta, bygger en ny orgel på golvet i norra korsarmen med rooseveltlådor, mekanisk traktur och elektrisk registratur. Alla tungstämmor erhåller belädrade munstycken. Spelbordet, som görs fristående, förbereds med en tredje manualklaviatur, som skall anslutas till ett framtida svällverk bakom ryggen på organisten.

Disposition
| Manual I            | Manual II            | Manual III        | Pedal                    | Koppel     |
| Principal 16’       | Basetthorn 8’        | Förberedd         | Violon 16’               | I/P        |
| Borduna 16’         | Rörfleut 8’          | men väderlåda     | Subbas 16’               | II/P       |
| Principal 8’        | Salicional 8’        | och pipor         | Quinta 12’ (eg. 10 2/3’) | III/P      |
| Gamba 8’            | Voix céleste 8’      | saknas.           | Violoncelle 8’           | II/I       |
| Flûte harmonique 8’ | Fleute octaviante 4’ |                   | Borduna 8’               | III/I      |
| Dubbelfleut 8’      | Flûte d'Echo 4’      |                   | Octava 4’                | 4' I/I     |
| Octava 4’           | Flageolett 2’        |                   | Basun 16'                | 16' II/II  |
| Octava 2’           | Oboe 8’              |                   |                          |            |
| Cornett III chor.   | Tremulant            |                   |                          |            |
| Mixtur III chor.    |                      |                   |                          |            |
| Trumpet 8’          | Crescendosvällare    | Crescendosvällare |                          | Fria komb. |

#### Diskografi
- Twilight queen : 8-bit era meets nineteenth century cathedral organ / Olsson, Ulla, orgel. CD. Iguana musik IMU002. 2014.

### Kororgeln
- 1980: A. Mårtenssons orgelfabrik AB, Lund, levererar en mekanisk kororgel med 1 manual och självständig pedal.

Disposition:
| Manual I         | Pedal      | Koppel    |
| Gedackt 8’       | Subbas 16’ | Man./ped. |
| Principal 4’     |            |           |
| Rörflöjt 4’, B/D |            |           |
| Gemshorn 2’, B/D |            |           |
| Scharf II chor.  |            |           |